# Ouled Moussa
Ouled Moussa (em árabe: أولاد موسى) é uma cidade e comuna localizada na província de Boumerdès, Argélia. Segundo o censo de 2008, a população total da cidade era de 45 770 habitantes.